# Фольц, Арина
Арина Фольц (узб. Arina Folts; род. 1 января 1997 года, Ташкент, Узбекистан) — узбекская теннисистка. Чемпионка Узбекистана и член сборной страны по теннису; бронзовый призёр Азиатских игр в помещениях 2017 года в смешанной паре. Победительница двух турниров серии ITF в парном разряде.

## Биография
Арина родилась 1 января 1997 года в Ташкенте. С 8 летнего возраста начала заниматься теннисом. В 2011 году принимала участие в своём первом турнире серии ITF в Карши (Узбекистан). В 2013 - 2015 годах принимала участие в Кубке Федерации в составе сборной Узбекистана. В 2014 году одержала победу в парном разряде по теннису в Анталье (Турция), где проходили соревнования из серии ITF.
В 2017 году на V Азиатских играх по боевым искусствам и состязаниям в помещениях в Ашхабаде (Туркменистан) в смешанном парном соревновании по теннису вместе с Санжаром Файзиевым завоевала бронзовую награду.
В 2017 году одержала победу в парном разряде по теннису в Хаммамет (Тунис), где проходили соревнования из серии ITF.

## Победы в турнирах

### Финал
|   | Дата           | Место проведения | Категория | Покрытие | Партнер                 | Соперник в финале                           | Результат      |
| - | -------------- | ---------------- | --------- | -------- | ----------------------- | ------------------------------------------- | -------------- |
| 1 | 16 ноября 2014 | Анталья (Турция) | ITF       | Грунт    | Валерия Проспери Италия | Ирина Бара Румыния · Мелис Сезер Турция     | 3:6, 7:6, 10:5 |
| 2 | 18 марта 2017  | Хаммамет (Тунис) | ITF       | Грунт    | Нина Поточник Словения  | Эмма Лене Франция · Валентинэ Бачер Франция | 6:4, 6:3       |